# آپوکالیپتیکا
آپوکالیپتیکا یک گروه موسیقی بدون کلام فنلاندی است که از ۳ (قبلاً ۴) نوازنده ویولن‌سل و یک درامر تشکیل شده‌است. آنها در نواختن موسیقی هوی متال با استفاده از ویولن‌سل مهارت دارند، و قطعات موسیقی کلاسیک را نیز اجرا می‌کنند. همهٔ اعضا گروه از فارغ‌التحصیلان آکادمی سیبلیوس هلسینکی هستند.

## اعضا

### فعلی
- Eicca Toppinen - ویولن‌سل
- Paavo Lötjönen - ویولن‌سل
- Perttu Kivilaakso - ویولن‌سل
- Mikko Sirén - درام

### قبلی
- Antero Manninen (هنوز گاهی در کنسرت‌های گروه شرکت می‌کند) - ویولن‌سل
- Max Lilja (اکنون در گروه موسیقی هوین می‌نوازد) - ویولن‌سل

## ترانه‌شناسی
نوشتار اصلی: ترانه‌شناسی آپوکالیپتیکا

### آلبوم‌های استودیویی
| نام آلبوم                                         | معنی نام                                                    | سال انتشار |
| ۱. Plays Metallica by Four Cellos                 | نواختن متالیکا با چهار ویلونسل                              | ۱۹۹۶       |
| ۲. Inquisition Symphony                           | سمفونی تفتیش عقاید                                          | ۱۹۹۸       |
| ۳. Cult                                           | فرقه                                                        | ۲۰۰۰       |
| ۴. Best of Apocalyptica                           | بهترین‌های آپوکالیپتیکا (برگزیده آثار-فقط در ژاپن منتشر شده) | ۲۰۰۲       |
| ۵. Reflections                                    | بازتاب‌ها                                                    | ۲۰۰۳       |
| ۶. Apocalyptica                                   | آپوکالیپتیکا                                                | ۲۰۰۵       |
| ۷. Amplified // A Decade of Reinventing the Cello | تقویت‌شده // یک دهه بازسازی ویلونسل (برگزیده آثار)           | ۲۰۰۶       |
| ۸. Worlds Collide                                 |                                                             | ۲۰۰۷       |
| ۹. 7th Symphony                                   | سمفونی هفتم                                                 | ۲۰۱۰       |